# 벤틀리 해밍턴
벤틀리 해밍턴(본명: 정우성, 한국 한자: 鄭友盛) (2017년 11월 8일 ~ )는 대한민국의 연예인인 샘 해밍턴의 차남이다. 슈퍼맨이 돌아왔다에 출연했다.

## 학력
| 연도          | 학교           | 학과   | 비고 |
| ------------- | -------------- | ------ | ---- |
| 2022년 ~ 현재 | 서울외국인학교 | 유치부 | 재학 |

## 같이 보기
- 샘 해밍턴
- 《윌리엄 해밍턴》